# Portugal aux Jeux olympiques d'été de 1948
Le Portugal participe aux Jeux olympiques d'été de 1948 organisés à Londres, en Angleterre. C'est la septième participation de ce pays à cette grande épreuve internationale. Sa délégation exclusivement masculine et qui comprend 48 athlètes conquiert deux médailles. Comme en 1936, une médaille de bronze en Équitation grâce à son équipe de saut d'obstacles. Et une en argent, en Voile. Le Portugal se place ainsi en 30e position dans le tableau de médailles final des Jeux.

## Liste des médaillés portugais
| Médaille           | Athlète                                          | Sport      | Épreuve                      |
| ------------------ | ------------------------------------------------ | ---------- | ---------------------------- |
| Médaille d'argent  | Duarte De Almeida Fernando Pinto                 | Voile      | Swallow                      |
| Médaille de bronze | José Beltrão Domingos de Sousa Luís Mena e Silva | Équitation | Saut d'obstacles par équipes |

## Sources
- (fr) Résultats officiels des jeux de Londres sur le site du Comité international olympique
- (en) Portugal aux Jeux olympiques d'été de 1948 sur Olympedia.org